# 馬自達E族引擎
馬自達E族引擎是1980年代由日本馬自達汽車公司研發、生產的往復式活塞直列四缸汽油引擎，屬於C族引擎的改良版。

## 概要
馬自達E族引擎之排氣量分別從1.1L至1.5L不等，全部皆為SOHC之汽門機構、正時鏈條帶動及八汽門設計。

## E1型
排氣量1,136c.c.的E1型引擎，缸徑77mm、衝程61mm，最大馬力56ps / 5,750rpm，最大扭力8.0kg·m / 3,500rpm。此顆引擎未曾出現在日本與澳洲市場，由於稅金級距的關係出現在某些國家地區。車型：
1. 1980年-1982年：第五代323
2. 1980年-1982年：第一代福特Laser

## E3型
排氣量1,296c.c.的E3型引擎雖然缸徑同樣為77mm，衝程卻延長至69.6mm。海外版可榨出最大馬力67ps / 5,750rpm、最大扭力9.6kg·m / 3,500rpm；日規版則是最大馬力74ps / 5,500rpm、最大扭力10.5kg·m / 3,500rpm。車型：
1. 1980年-1985年：第五代323
2. 1980年-1985年：第一代福特Laser
3. 1981年-1986年：馬自達GLC（323的海外版名稱）

## E5型
E5型的排氣量1,490c.c.，77mm的缸徑不變，衝程為80mm。海外版馬力可輸出72ps / 5,500rpm，扭力為11.2kg·m / 3,500rpm；日規版則是最大馬力85ps / 5,500rpm、最大扭力12.3kg·m / 3,500rpm。車型：
1. 1980年-1985年：第五代323
2. 1980年-1985年：第一代福特Laser
3. 1981年-1986年：馬自達GLC（第五代323的海外版名稱）
4. 1983年-1986年：第三代Bongo

### E5F型
E5F型是一具改良型引擎，搭配EGI燃油噴射系統，1982年起僅於日本市場使用。

### E5S型
E5S型搭配了兩個化油器，故可獲得更高的壓縮比，最大馬力79ps / 5,500rpm，扭力為11.9kg·m / 3,500rpm，僅限於某些特定市場使用。

### E5T型

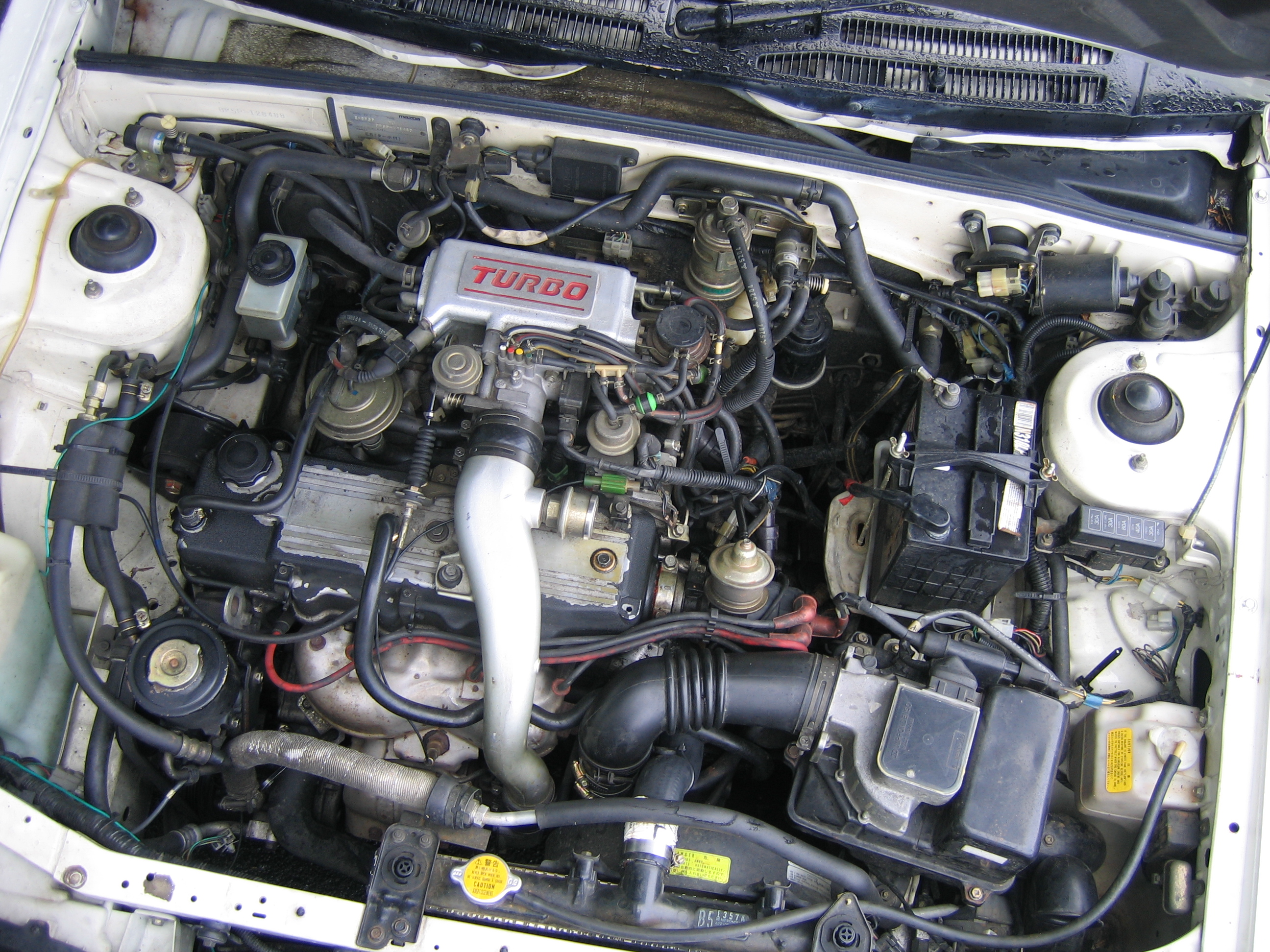
E5T型引擎

在E5型的基礎加上EGI燃油噴射系統及渦輪增壓系統（未含中冷器）就成了E5T型引擎，這具引擎於1983年起正式供應日本當地市場。它採用了日本石川島播磨重工業製造的VJ1型渦輪，可榨出115ps / 5,800rpm的最大馬力、16.5kg·m / 3,500rpm的最大扭力。其他值得注意的地方包括安裝由三菱汽車供應的綜合爆震感知器，以及多點燃油噴射系統。
這具引擎是馬自達汽車發展的第一具直列四缸渦輪增壓引擎，許多新式科技後來促成了B6T型渦輪引擎的發展。車型：
1. 1982年-1985年：第五代323，XGi-R Turbo款
2. 1982年-1985年：第一代福特Laser，S Turbo款

### E5T Carb型
這具E5T Carb型引擎是E5型的渦輪增壓化油器版本，搭載於1985年6月在澳洲和紐西蘭上市、限量300部的福特Laser特別仕樣車上。起初以E5S型引擎搭配石川島播磨重工業株式會社的RHB52型渦輪增壓器，後來改成Solex 32 DIS型渦輪。後來為了防止使用者加入低辛烷值的汽油而造成引擎損壞，而加入電子點火系統和爆震感知器。由於化油器難以保養，有些車主後來會動手改裝，移除化油器裝置。

## 內部連結
- 馬自達引擎列表
- 馬自達C族引擎

## 外部連結
- （英文）TX3NZ.com: Ford Laser Engine Guide (NZ and Japan) Archive.today的存檔，存档日期2012-12-10